# 馬可
馬 可（ば か、Ma Ke, 1918年6月27日 - 1976年7月27日）は、中国の作曲家、音楽理論家。
江蘇省徐州出身。河南大学で化学を学んでいたが、1937年に日中戦争が発生すると、大学をやめて河南抗敵後援会演劇三隊に入り、さらに国軍軍委政治部抗敵演劇十隊で指揮と作曲活動を行った。1939年、延安の魯迅芸術学院に入り、「中国民歌研究会」を組織して、大量の民謡・民俗音楽を収集した。日中戦争終了後は魯迅芸術学院の移動に伴って中国東北部に移った。1949年の中華人民共和国成立後は北京に行き、中国音楽学院院長・中国歌劇舞劇院院長・『人民音楽』誌の主編となった。
著書には『中国民間音楽講話』『時代歌声漫議』『冼星海伝』などがある。
1976年8月1日、新華社電は馬可が同年7月27日に病気のため北京で死去したことを伝えた。

## 主な作品

### 管弦楽曲
- 『陝北組曲』

### 歌劇
- 『夫妻識字』
- 『周子山』
- 『白毛女』
- 『小二黒結婚』

### 歌曲
- 『南泥湾』
- 『我們是民主青年』
- 『咱們工人有力量』

### 合唱曲
- 『呂梁山大合唱』